# Stegana africana
Stegana africana är en tvåvingeart som beskrevs av Malloch 1934. Stegana africana ingår i släktet Stegana och familjen daggflugor.
Artens utbredningsområde är Zimbabwe. Inga underarter finns listade i Catalogue of Life.